# Erik Samuelsson
Erik Filip Samuelsson, född 11 november 1911 i Norge, död 17 januari 1979 i Borås i dåvarande Älvsborgs län, var en svensk pastor, missionär, sångare och musiker. 
Erik Samuelsson var verksam som pastor inom Pingströrelsen, han verkade i församlingar i Skaraborgs län, Älvsborgs län, Ångermanland och Småland. Han var också missionär i Indien en tid på 1940-talet. Hans skivutgivning började redan på 1930-talet med 78-varvare där han sjunger till sitt eget gitarrackompanjemang. På singeln Noasången som han gav ut på 1960-talet medverkar även sönerna Irving (född 1947) och Kjell-Arne (född 1951).
Han var från 1940 gift med Elly Samuelsson (1913–1992). De är begravda på Borås Sankt Sigfrids griftegård.

## Diskografi i urval
- Söndagsskolpojken Gösta och andra kända barnsånger (78-varvare) (Hemmets Härold)
- Min låda (78-varvare) (Hem och härd) (1939)
- När jag flyttar till himlen (78-varvare) (Hem och härd)
- Här i världen har jag ej mitt hem (78-varvare) (Hem och härd) (1939)
- De vänta potpurri i två delar (78-varvare) (Hem och härd)
- Ovan där (78-varvare) (Hem och härd) (1939)
- När jag flyttar till himlen. O, hur salig jag nu är (78-varvare) (Hem och härd) (1939)
- Guldgrävarsången, Mer än en millionär (78-varvare) (Svensk Tonproduktion) (1947)
- Varför bygger du Noa en båt? Från löftenas höjder (78-varvare) (Hemmets Härold) (1950)
- Noasången (Cavatina) (1966)